# Septimo Dragón
Septimo Dragón (svenska: Den sjunde draken), född 9 november 1993 i Salamanco i Guanajuato, är en mexikansk fribrottare (luchador). Septimo Dragón har brottats för stora förbund i både Mexiko, USA, Puerto Rico och Japan och anses vara ett av de största namnen inom oberoende mexikansk fribrottning.

## Karriär
Septimo Dragón inledde sin träning år 2006, under tränarna Rey Muerte, Rey Latino och Mascara de Acero.
Efter några år i lokala förbund gjorde han entré på den mexikanska oberoende scenen under tidigt 2010-tal. Efter att som nybörjare ha tränats och gått små matcher i Consejo Mundial de Lucha Libre samt Lucha Libre AAA Worldwide, de två största fribrottningsförbunden i Mexiko, gjorde han sig snabbt ett namn i förbund som Desastre Total Ultraviolento.
Under senare delen av 2010-talet har han tillbringat mycket tid i USA, där han brottats för Impact Wrestling, men kanske framför allt i Major League Wrestling, där han betraktas som en av de stora stjärnorna i ett förbund som på sikt hoppas kunna utmana World Wrestling Entertainment och All Elite Wrestling på den amerikanska marknaden.
Den 27 december 2020 råkade Septimo Dragón utför en allvarlig smitolycka då han på sin motorcykel blev påkörd. Det var länge oklart om hans liv skulle gå att rädda då hans skador var så pass svåra och då han förlorat mycket blod. Men efter tre långa operationer och hela tio blodtransfusioner som delvis donerades av hans nära vänner och efter några veckor på sjukhus förklarades att hans tillstånd var stabilt, drygt två veckor efter olyckan. Huruvida han kommer att kunna fortsätta sin karriär som fribrottare är oklart. Han har inte pratat med media sedan händelsen. I maj 2022, ett och ett halvt år senare, återvände han till brottningen.